# Сюрбур
Сюрбур (фр. Surbourg [syʁbuʁ]) — коммуна на северо-востоке Франции в регионе Гранд-Эст (бывший Эльзас — Шампань — Арденны — Лотарингия), департамент Нижний Рейн, округ Агно-Висамбур, кантон Висамбур. До марта 2015 года коммуна административно входила в состав упразднённого кантона Сульц-су-Форе (округ Висамбур).

## Географическое положение

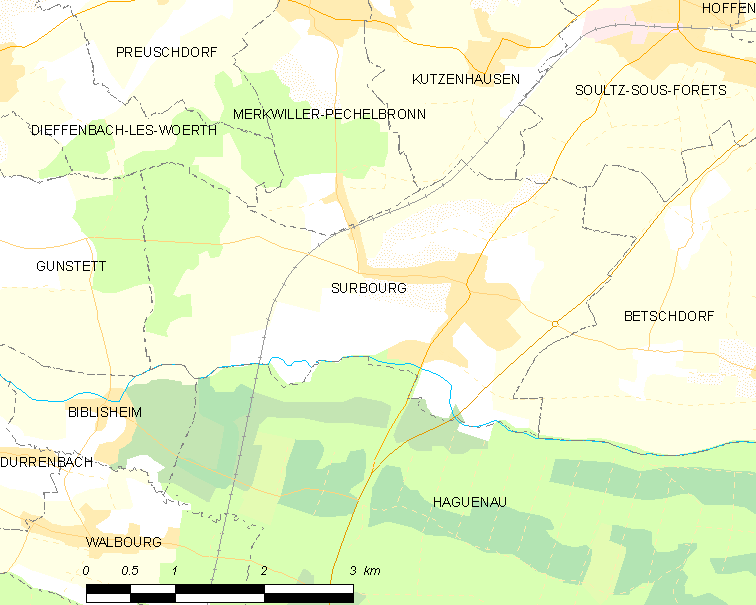
На карте

Коммуна расположена на расстоянии около 410 км на восток от Парижа и в 37 км севернее Страсбура.
Площадь коммуны — 10,46 км², население — 1581 человек (2006) с тенденцией к росту: 1643 человека (2013), плотность населения — 157,1 чел/км².

## Население
Население коммуны в 2011 году составляло 1611 человек, в 2012 году — 1634 человека, а в 2013-м — 1643 человека.
| 1962 | 1968 | 1975 | 1982 | 1990 | 1999 | 2006 | 2008 | 2011 | 2012 | 2013 |
| ---- | ---- | ---- | ---- | ---- | ---- | ---- | ---- | ---- | ---- | ---- |
| 1418 | 1394 | 1341 | 1448 | 1464 | 1528 | 1581 | 1639 | 1611 | 1634 | 1643 |

Динамика населения:

## Экономика
В 2010 году из 1107 человек трудоспособного возраста (от 15 до 64 лет) 835 были экономически активными, 272 — неактивными (показатель активности 75,4 %, в 1999 году — 72,4 %). Из 835 активных трудоспособных жителей работали 767 человек (422 мужчины и 345 женщин), 68 числились безработными (31 мужчина и 37 женщин). Среди 272 трудоспособных неактивных граждан 71 были учениками либо студентами, 106 — пенсионерами, а ещё 95 — были неактивны в силу других причин.

## Достопримечательности (фотогалерея)

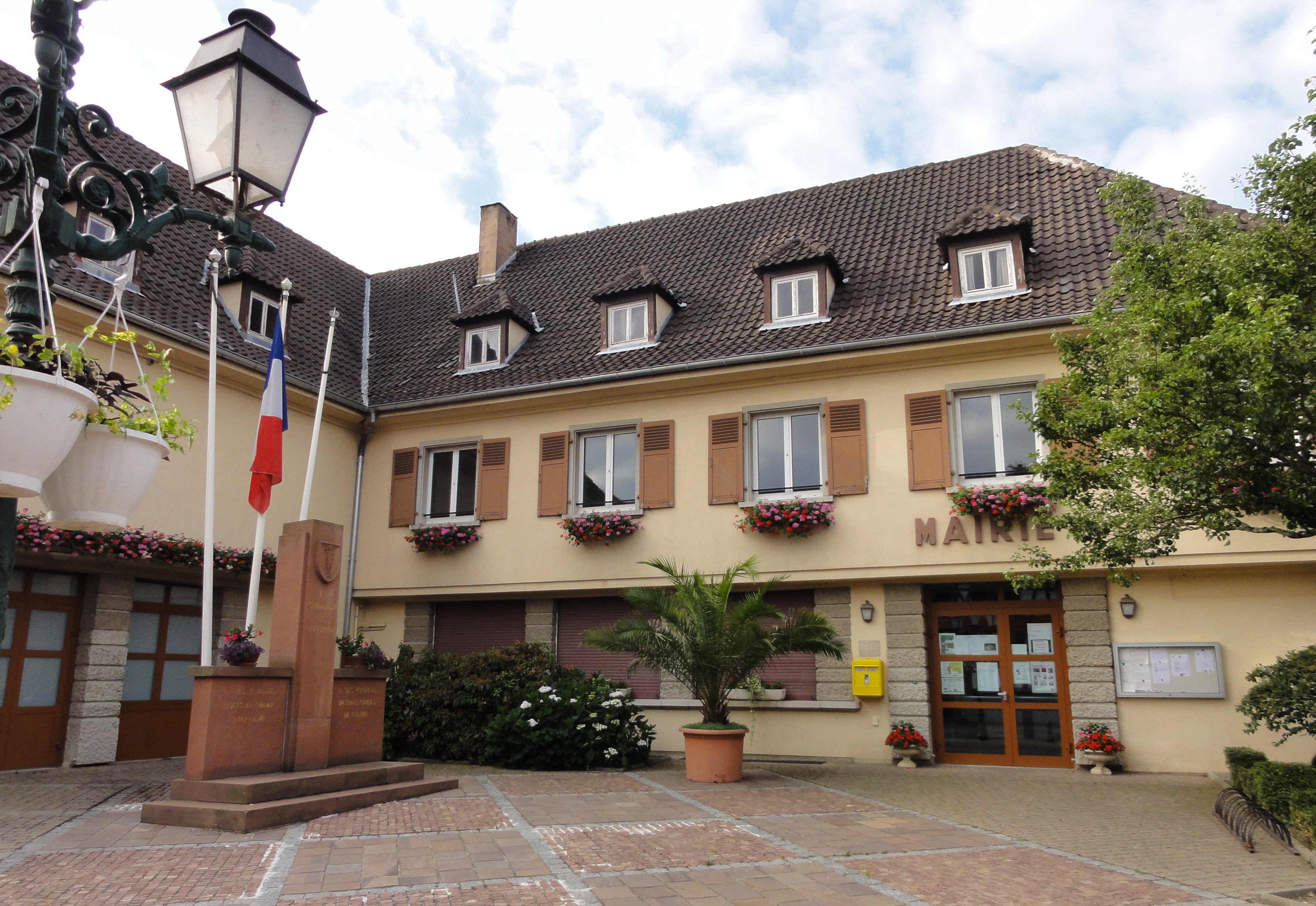
Здание мэрии
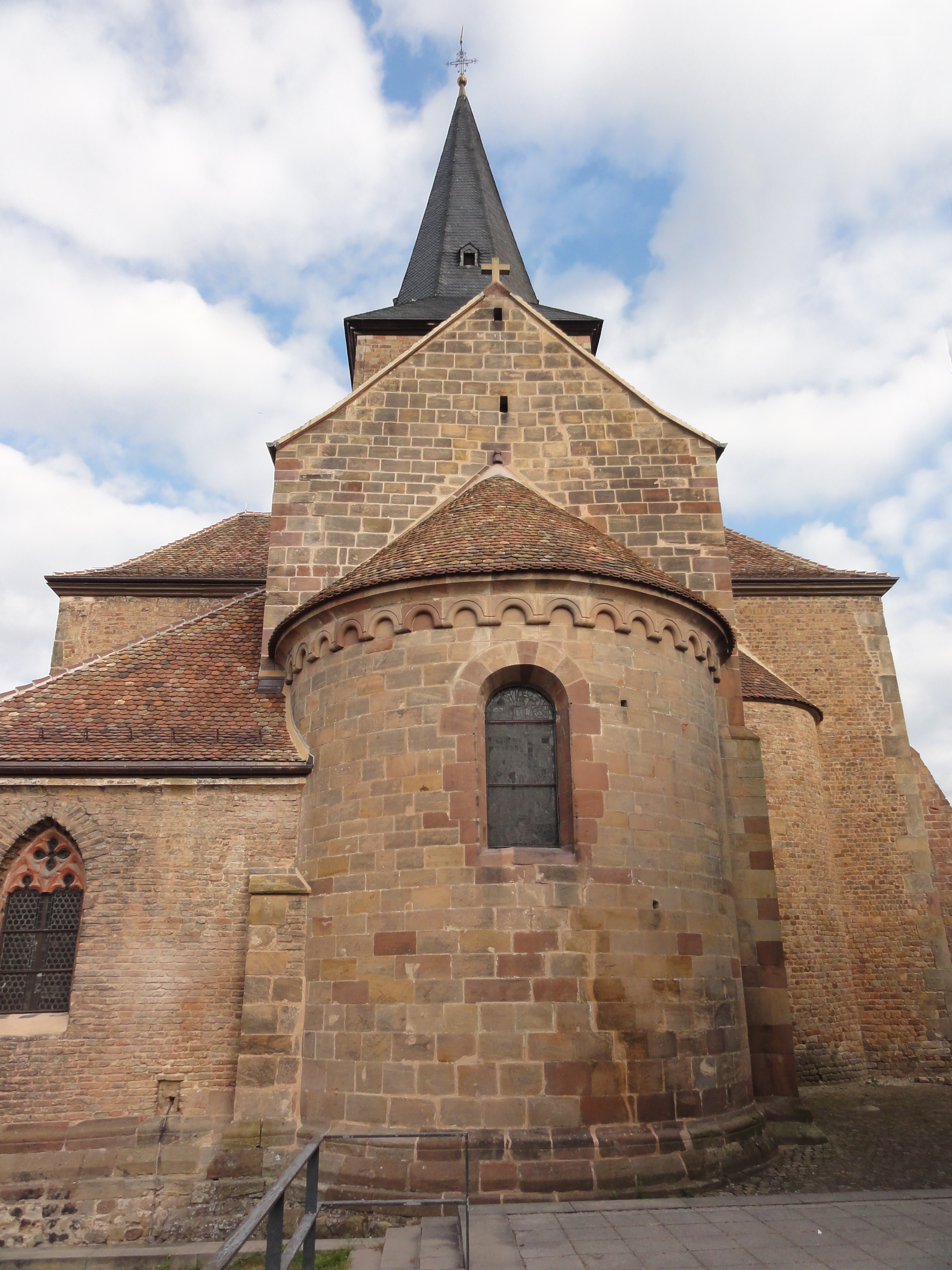
Апсида римской монастырской церкви святого Иоанна Крестителя
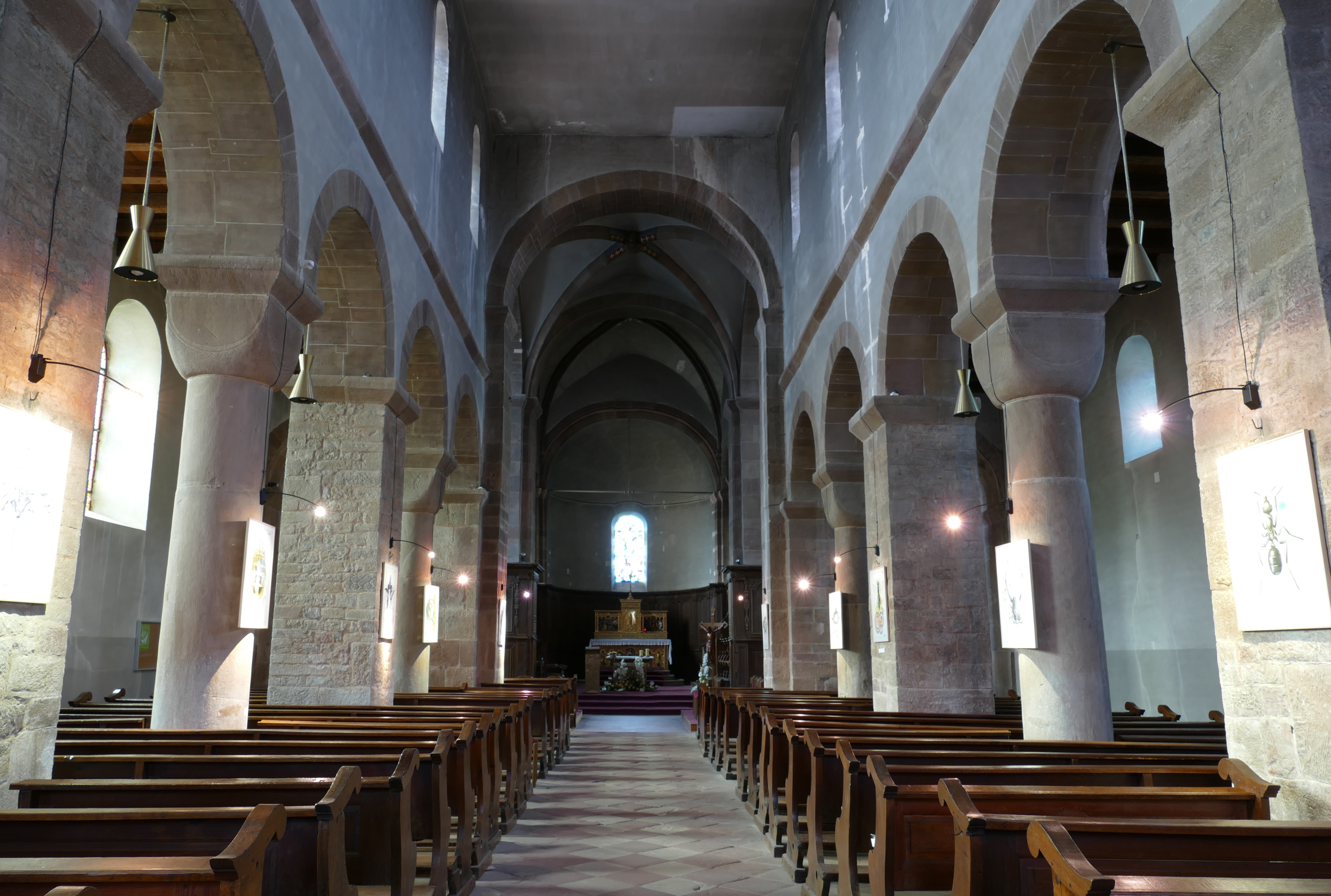
Интерьер, вид на алтарь
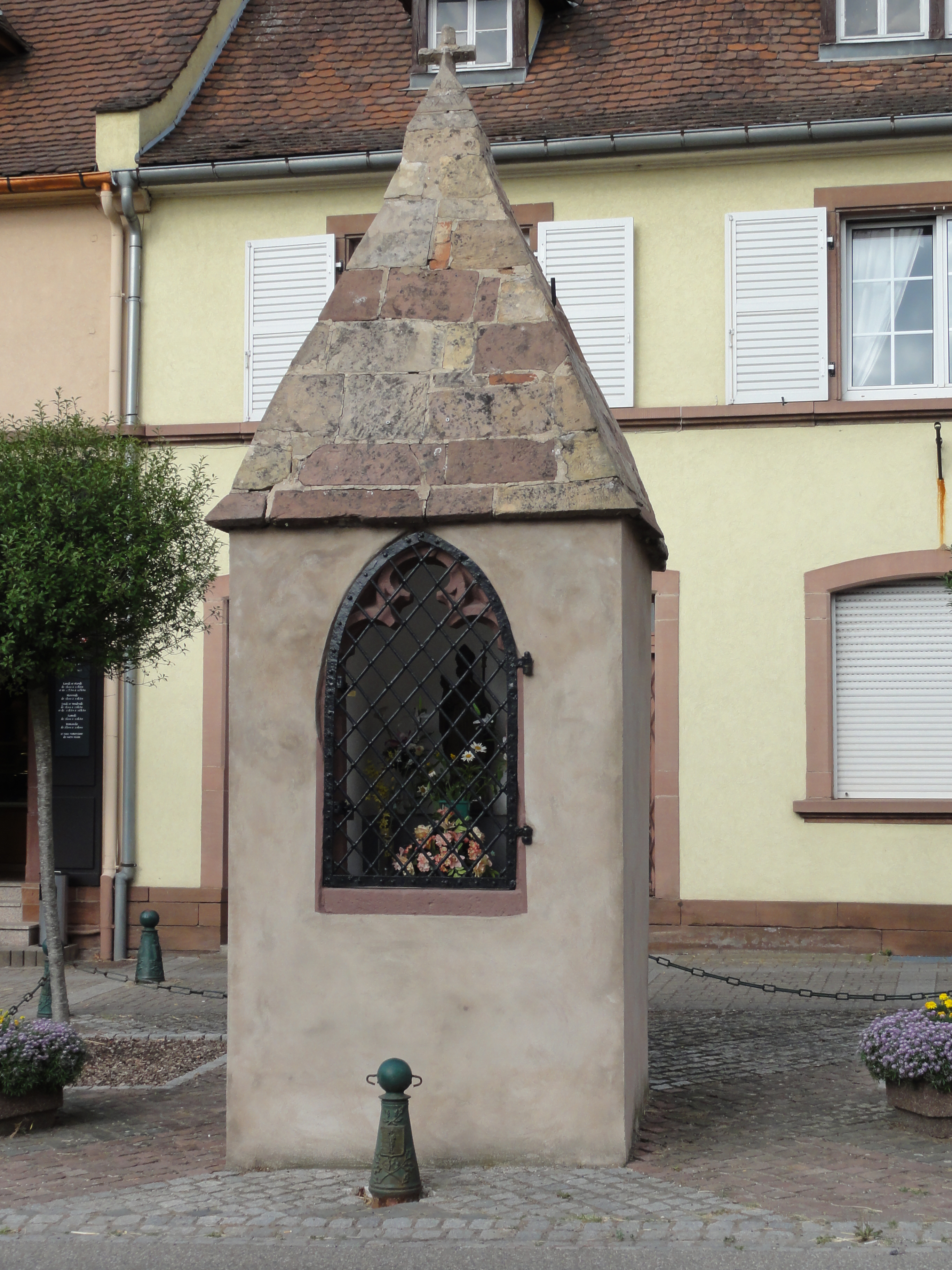
Молельня Сент-Арбогаст
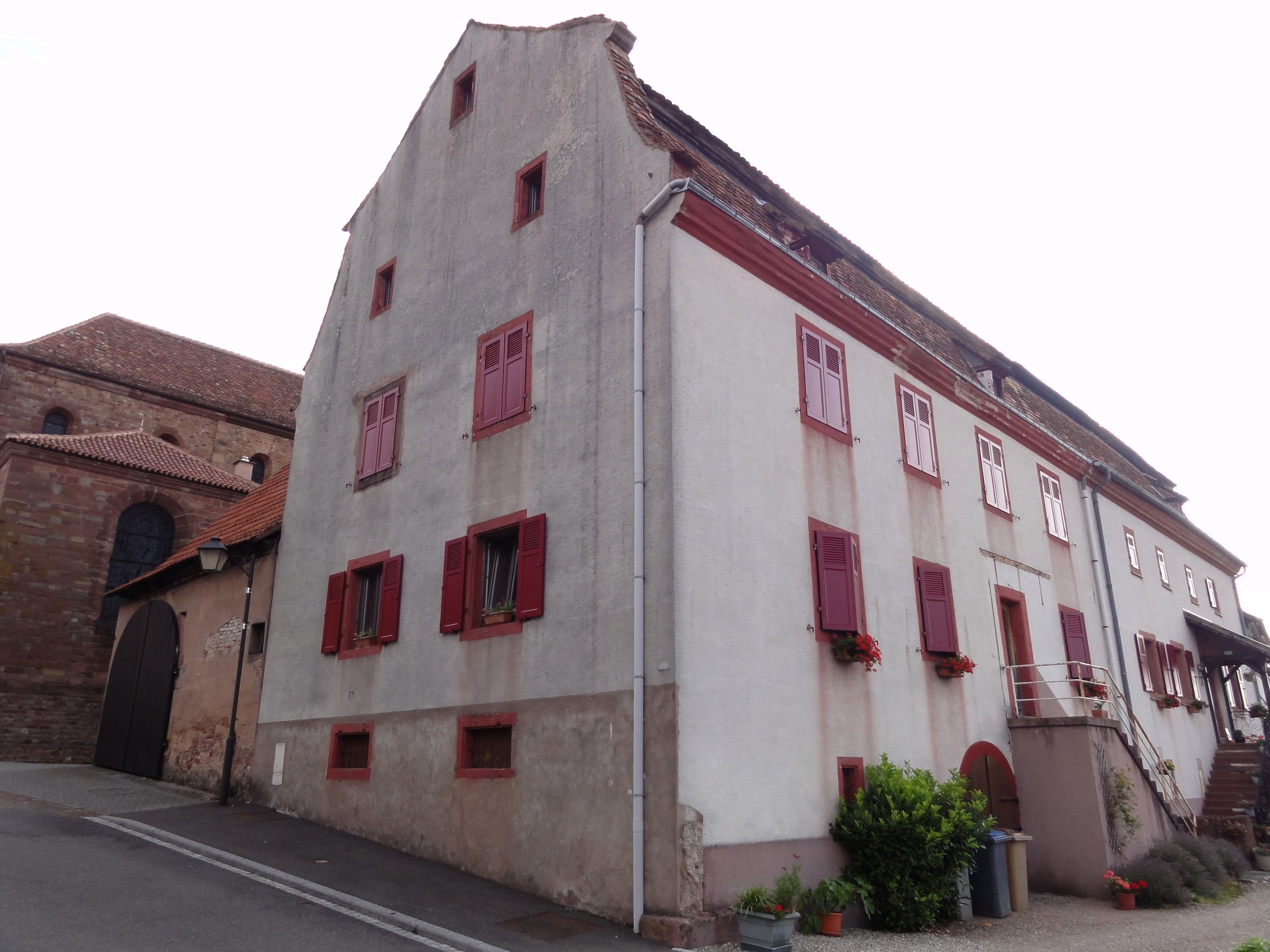
Канонический дом
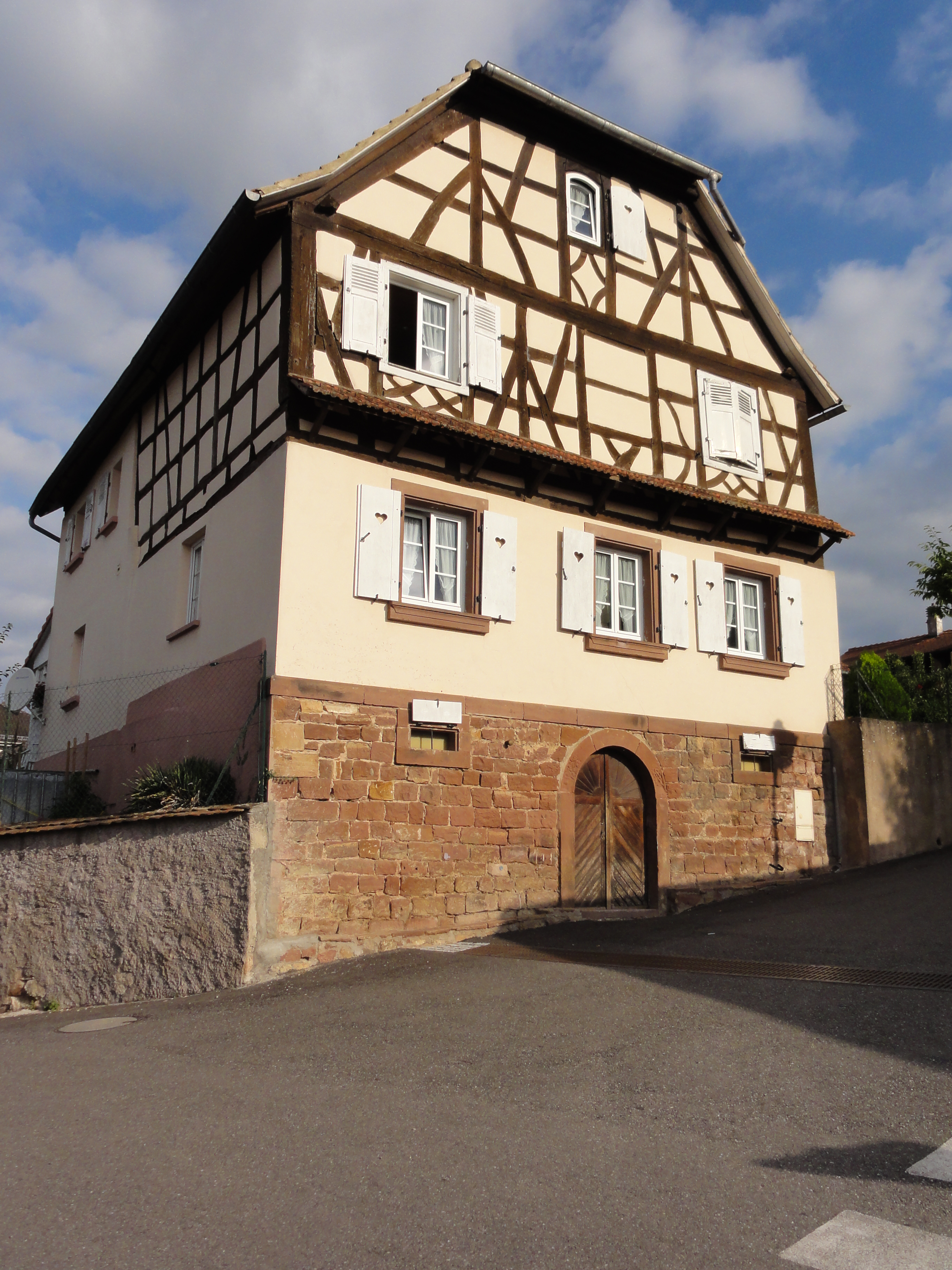
Здание старой фермы
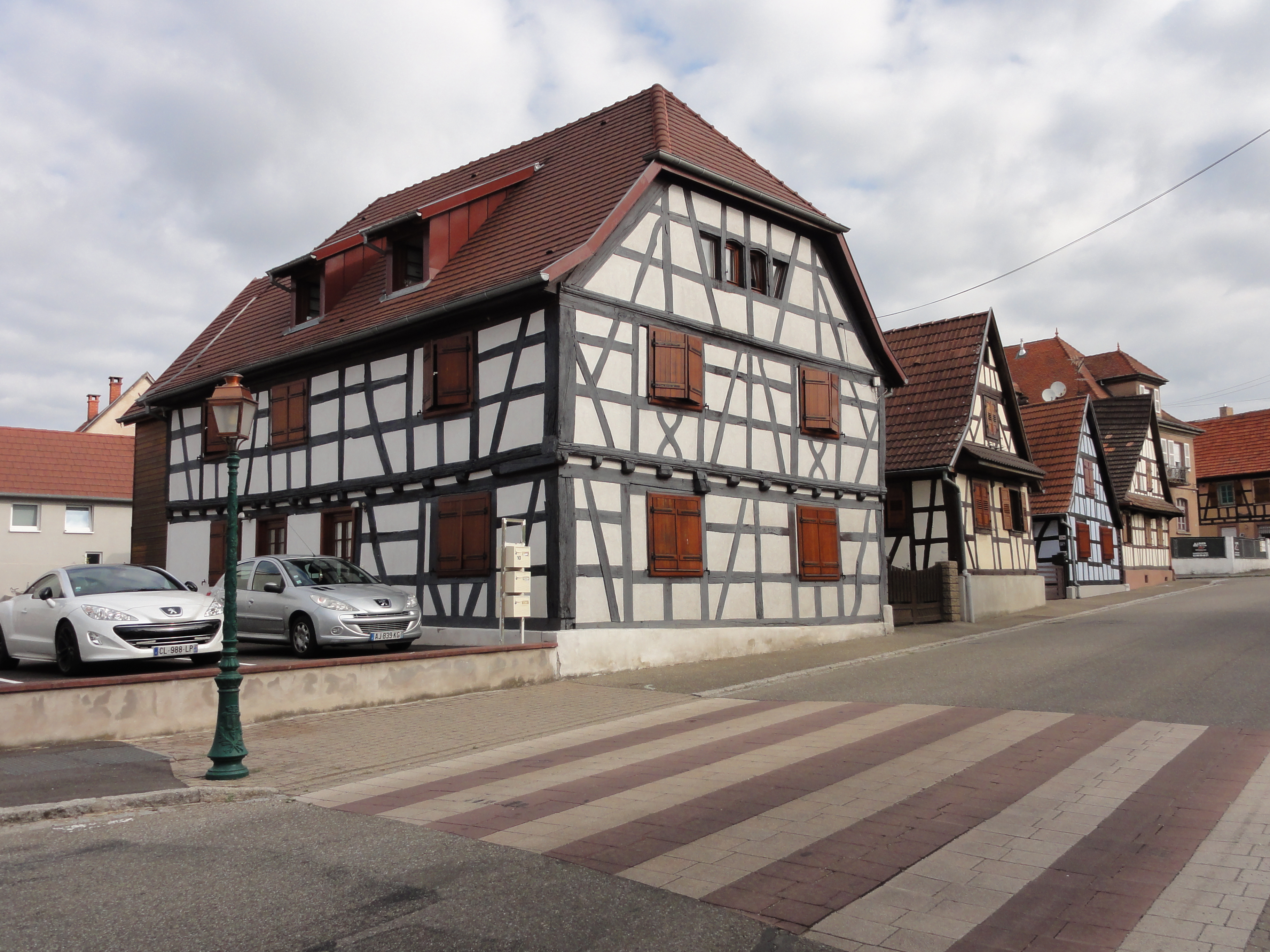
Фахверковые дома